# Lepturginus
Lepturginus es un género de escarabajos longicornios de la tribu Acanthocinini.

## Especies
- Lepturginus obscurellus Gilmour, 1959
- Lepturginus tigrellus (Bates, 1874)